# Herman I de Hesse
Herman I "el Viejo" de Hesse (h. 1305 - entre 1368 y 1370) fue el cuarto y más joven hijo del landgrave Otón I de Hesse y de su esposa Adelaida de Ravensberg (m. 1335/39), hija de Otón III de Ravensberg.
Después del gobierno de su hermano mayor Enrique II (n. antes de 1302 - m. 1376) en el landgraviato de Hesse en el año 1328 Herman recibió el Burg Nordeck al noreste de Gießen de Paragium, en 1349 también el castillo Grebenstein cerca de Kassel, que había poseído previamente su hermano Luis "el Junker" (1305 - m. h. 1345). Cuando su sobrino Otón el Joven murió a principios de 1366, no formuló pretensión al landgraviato de Hesse. En un documento fechado el 31 de julio de 1368, se le menciona vivo, y en otro documento del 12 de julio de 1370 lo describió como un "Seyligin" (bendito, es decir, estaba muerto). Un nuevo documento, publicado el 1 de octubre de 1370 por el landgrave Enrique II y su sobrino Herman II, habla de Herman también como "bendito", esto es, ya fallecido.
No se sabe de matrimonios ni tampoco de que tuviera descendencia.
El cuarto hermano, Otón (1301 - 1361) era en 1331 arzobispo de Magdeburgo. Su única hermana, Isabel (m. en 1354), se casó con el duque Rodolfo II de Sajonia-Wittenberg.

## Literatura
- Eckhart G. Franz: Das Haus Hessen, Kohlhammer Urban, Stuttgart 2005, ISBN 978-3-17-018919-5 (S. 23-24)
- Esta obra contiene una traducción  derivada de «Hermann I. von Hessen» de Wikipedia en alemán, publicada por sus editores bajo la Licencia de documentación libre de GNU y la Licencia Creative Commons Atribución-CompartirIgual 4.0 Internacional.

| Predecesor: Enrique II (de Hierro) | Landgrave de Hesse Como residente en Nordeck 1336-1370 | Sucesor: Enrique II (de Hierro) |

- Datos: Q1611583